# Lista de polícias secretas e políticas na história
Esta é uma Lista de polícias secretas e políticas na história. Essas forças de polícia estão atualmente extintas, se procura pelas polícias secretas ainda em atuação, consulte polícias secretas e políticas da atualidade.

## Agências por país

### Afeganistão
- Khedamat-e Etelea'at-e Dawlati (KHAD)

### Albânia
- Të Shtetit de Drejtorija e Sigurimit (Sigurimi) (Direção da Segurança do Estado)

### Angola
- Direcção de Informação e Segurança de Angola (DISA)

### Argentina
- Sociedad Restauradora popular (“Mazorca”)
- Al Comunismo de Sección Especial de Represión (SERC) (Seção Especial para a Repressão do Comunismo)
- División de Información|Política Antidemocrática (DIPA) (divisão de informação|política antidemocrática)

### Bolívia
- Servicio Especial de Seguridad (SES) (Serviço de Segurança Especial)

### Bulgária
- KDS - polícia de segurança do Estado na Bulgária socialista (1947-1989)

### Brasil
- 4.ª Delegacia Auxiliar
- Departamento de Ordem Política e Social
- Destacamento de Operações de Informações - Centro de Operações de Defesa Interna (DOI-CODI)

### Camarões
- Centre National d'Etude et de Recherche (Centro Nacional de Estudo e Pesquisa)

### Canadá
- RCMP Security Service

### República do Tchad
- Sentido de la Documentação e de la Sécurité (DDS) (Direção de documentação e da segurança)

### Chile
- DINA (Dirección Nacional de Inteligencia)
- Centro Nacional de Inteligencia (CNI)

### China
- Jinyi Wei (Dinastia Ming)

### Singapura
- Filial especial

### Cuba
- Departamento para a repressão de atividades comunistas (no governo de Batista)

### Checoslováquia
- Státní bezpečnost/Štátna bezpečnosť (StB/ŠtB - Segurança do Estado)

### Alemanha
- Preußische Geheimpolizei (polícia secreta Prussiana)
- Geheime Staatspolizei (Gestapo) (polícia secreta do estado)

### Alemanha Oriental
- Für Staatssicherheit do Ministerium (MfS ou Stasi) (ministério para a Segurança do Estado)

### El Salvador
- Organización Democrática Nacionalista (ORDEN)
- Frente Democrática Nacionalista (FDN)

### Guatemala
- Policía judicial (polícia judicial)
- Policía Militar Ambulate (PMA) (Polícia militar móvel)
- Guardia de Fazenda
- Ejército Secreto Anti-Comunista (ESAC) (exército anticomunista secreto)
- Centro de Servicios Especiales de la Presidencia (centro de serviços presidenciais especiais)

### Haiti
- Nationale de Volontaires de la sécurité (VSN ou Tonton Macoutes) (voluntários da segurança nacional)

### Honduras
- Departamento Nacional de Investigaciones (DNI) (departamento nacional de investigações)

### Hungria
- Államvédelmi Osztály (ÁVO) (departamento de proteção do estado)
- Államvédelmi Hatóság (ÁVH) (autoridade de proteção do estado)

### Indonésia
- Komando Pemulihan Keamanan dan Ketertiban (Kopkamtib)

### Irã
- SAVAK (organização nacional para a inteligência e a segurança)

### Iraque
- Serviço de Inteligência iraquiano (Mukhabarat)

### Itália
- OVRA (organização para a vigilância na repressão do Anti-Fascismo)

### Iugoslávia
- Uprava Državne Bezbednosti (UDBA)

### Japão
- Tokko
- Kempeitai

### Coreia do Sul
- CIA de Coreia (KCIA)
- Agência para o planeamento da segurança nacional

### Malásia
- Filial especial

### México
- División de Investigaciones para la Prevención de la Delincuencia (DIPD) (divisão da investigação para a prevenção da delinquência)

### Moçambique
- Serviço nacional da segurança popular (SNASP)[1]

### Nicarágua
- Del Estado de Dirección Geral de Seguridad (DGSE) (Direção Geral da Segurança do Estado)

### Nigéria
- Organização nigeriana da segurança

### Paraguai
- División Técnica de Represión del Comunismo (divisão técnica para a repressão do comunismo)
- Departamento de Investigaciones de la Policía (DIPC) (departamento das investigações policiais)

### Peru
- Seguridad del Estado (Segurança do Estado)
- División Contra el Terrorismo (Divisão do Anti-Terrorismo)

### Polónia
- Służba Bezpieczeństwa (SB)

### Portugal
- Polícia de Vigilância e Defesa do Estado (PVDE)
- Polícia Internacional e de Defesa do Estado (PIDE)
- Direção-Geral de Segurança (DGS)

### Império Romano
- Frumentários

### Romênia
- Statului de Departamentul Securităţii (Securitate) (departamento de segurança do Estado)

### Rússia
- Terceira seção da chancelaria da sua majestade imperial
- Corpo especial de gendarmes
- Otdeleniye de Okhrannoye (Okhrana ou Okhranka) (1866-1917)
- Oprichniks (1565-1573) de Ivan IV, o Terrível

### Ruanda
- Serviço de Informação Central

### Somália
- Serviço de segurança nacional [2]

### África do Sul
- Departamento da Segurança do Estado

### Namibia
- Koevoet (pé-de-cabra)

### União Soviética
- Tcheka (1917-1922)
- GPU (1922-1923)
- OGPU (1923-1934)
- NKVD (1934-1946) (para assuntos internos)
- MVD (1946-1954) (para assuntos internos)
- MGB (1943-1953)
- KGB (1954-1991)

### Uganda
- Unidade de segurança pública
- Departamento de pesquisa do estado

### Uruguai
- Organismo Coordenador de Atividades Anti-Subversivas

### Venezuela
- Dirección de los Servicios de Inteligencia y Prevención (DISIP)

### Zaire
- Centre Nationale de Documentation (CND) (centro de documentação nacional) - criado em 1969 e desfeito em 1980;
- Agence Nationale de Documentation (AND) (agência de documentação nacional) - criado em agosto de 1980 e desfeito em 1990;
- Service National d'Intelligence et de Protection (SNIP) (serviço nacional de inteligência e proteção) - criado em agosto de 1990 e desfeito em maio de 1997 [3]